# 1 Grupa Armii (Francja)

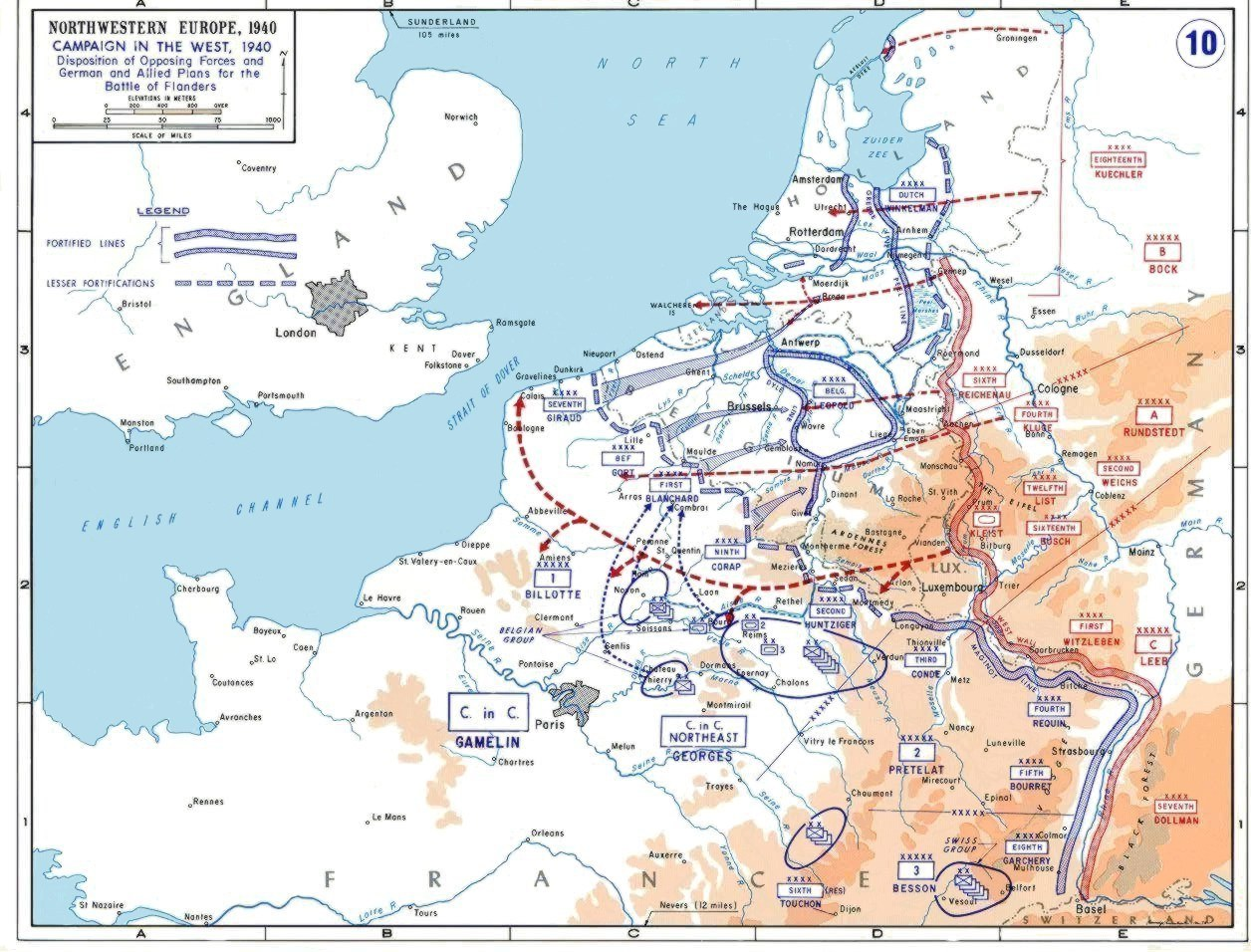
Rozmieszczenie wojsk niemieckich i alianckich w 1940 i ostateczny przebieg realizacji planu Fall Gelb

1 Grupa Armii – francuska grupa armii walcząca w kampanii roku 1940. Broniła pozycji w północno-wschodniej części Francji, na granicy z Belgią i Holandią. W jej skład weszły, oprócz czterech armii francuskich, armia belgijska i Brytyjski Korpus Ekspedycyjny.

## Formowanie i walki
1 Grupa Armii utworzona została jesienią 1939. Do 10 maja 1940 zajmowała pozycje obronne w pasie od kanału La Manche wzdłuż granicy z Belgią do Luksemburga. W wyniku uderzenia Niemiec na Belgię i północną Francję przez Luksemburg, lewe skrzydło 1 GA (7 Armia, brytyjskie siły ekspedycyjne, 1 i 9 Armia) wykonały manewr z zadaniem wyjścia na linię rzek Dyle i Mozy. W tym czasie prawe skrzydło 1 GA (2 i 9 A) walczyło z niemieckimi korpusami pancernymi i cofało się za Mozę. Skuteczne działania niemieckie w tym rejonie doprowadziły do odcięcia dróg odwrotu głównym siłom 1 GA. Blokowane w Belgii i północnej Francji jednostki 1 GA początkowo broniły się na linii rzeki Lys, potem spychane ku wybrzeżu, zostały częściowo rozbite. W ramach akcji „Dynamo” ewakuowano z Dunkierki około 338 500 żołnierzy, w tym ok. 123 000 żołnierzy francuskich. Ocalałe związki 1 GA weszły w skład 3 Grupy Armii.

## Struktura organizacyjna
- 1 Armia
  - Korpus Kawalerii
    - 2 Lekka Dywizja Zmechanizowana
    - 3 Lekka Dywizja Zmechanizowana

  - 3 Korpus
    - 1 Marokańska Dywizja Piechoty
    - 2 Północnoafrykańska Dywizja Piechoty

  - 4 Korpus
    - 32 Dywizja Piechoty

  - 5 Korpus
    - 5 Północnoafrykańska Dywizja Piechoty
    - 101 Dywizja Piechoty

  - 7 Korpus Belgijski
    - 2 Dywizja Strzelców Ardeńskich
    - 8 Belgijska Dywizja Piechoty
- 2 Armia
  - Bezpośrednio podległe dowództwu armii:
    - 2 Lekka Dywizja Kawalerii
    - 5 Lekka Dywizja Kawalerii
    - 1 Brygada Kawalerii

  - 10 Korpus
    - 3 Północnoafrykańska Dywizja Piechoty
    - 5 Lekka Dywizja Kawalerii
    - 55 Dywizja Piechoty
    - 71 Dywizja Piechoty

  - 18 Korpus
    - 1 Kolonialna Dywizja Piechoty
    - 4 Dywizja Piechoty
- 7 Armia
  - Bezpośrednio podległe dowództwu armii:
    - 21 Dywizja Piechoty
    - 60 Dywizja Piechoty
    - 68 Dywizja Piechoty

  - 1 Korpus
    - 1 Lekka Dywizja Zmechanizowana
    - 25 Dywizja Piechoty Zmotoryzowanej

  - 16 Korpus
    - 9 Dywizja Piechoty Zmotoryzowanej
- 9 Armia
  - Bezpośrednio podległe dowództwu armii:
    - 4 Północnoafrykańska Dywizja Piechoty
    - 53 Dywizja Piechoty

  - 2 Korpus
    - 4 Lekka Dywizja Kawalerii
    - 5 Dywizja Piechoty Zmotoryzowanej

  - 11 Korpus
    - 1 Lekka Dywizja Kawalerii
    - 18 Dywizja Piechoty
    - 22 Dywizja Piechoty

  - 41 Korpus
    - 61 Dywizja Piechoty
    - 102 Dywizja Forteczna
    - 3 Brygada Kawalerii Spahisów
- Brytyjski Korpus Ekspedycyjny – Generał Lord Gort
  - Bezpośrednio podległe dowództwu armii:
    - 5 Dywizja Piechoty
    - 12 Dywizja Piechoty
    - 23 Dywizja Piechoty
    - 46 Dywizja Piechoty

  - 1 Korpus – generał porucznik Michael Barker
    - 1 Dywizja Piechoty
    - 2 Dywizja Piechoty
    - 48 Dywizja Piechoty

  - 2 Korpus – generał porucznik Alan Brooke
    - 3 Dywizja Piechoty
    - 4 Dywizja Piechoty
    - 50 Dywizja Piechoty

  - 3 Korpus – generał porucznik Ronald Adam
    - 42 Dywizja Piechoty
    - 44 Dywizja Piechoty
- Armia belgijska
  - 1 Korpus Belgijski
    - 1 Dywizja Piechoty
    - 4 Dywizja Piechoty
    - 7 Dywizja Piechoty

  - 2 Korpus Belgijski
    - 6 Dywizja Piechoty
    - 11 Dywizja Piechoty
    - 14 Dywizja Piechoty

  - 3 Korpus Belgijski
    - 1 Dywizja Strzelców Ardeńskich
    - 2 Dywizja Piechoty
    - 3 Dywizja Piechoty

  - 4 Korpus Belgijski
    - 9 Dywizja Piechoty
    - 15 Dywizja Piechoty
    - 18 Dywizja Piechoty

  - 5 Korpus Belgijski
    - 12 Dywizja Piechoty
    - 13 Dywizja Piechoty
    - 17 Dywizja Piechoty

  - 6 Korpus Belgijski
    - 5 Dywizja Piechoty
    - 10 Dywizja Piechoty
    - 16 Dywizja Piechoty

  - Korpus Kawalerii
    - 1 Dywizja Kawalerii
    - 2 Dywizja Kawalerii